# Kreenheinstetten
Kreenheinstetten is een plaats in de Duitse gemeente Leibertingen, deelstaat Baden-Württemberg, en telt 689 inwoners (2006).

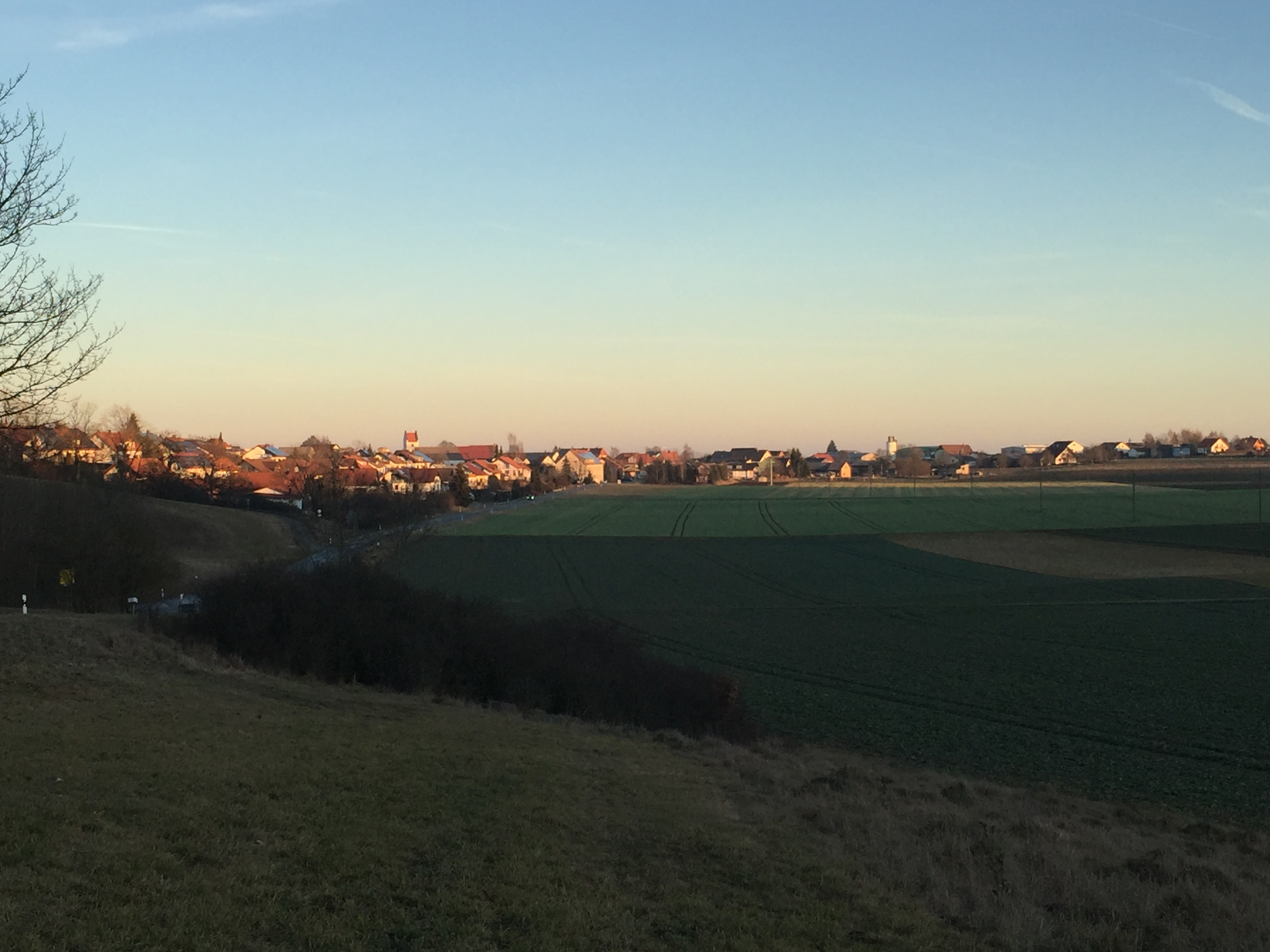
Kreenheinstetten